# Писфул-Пайнс
Писфул-Пайнс (англ. Peaceful Pines) — невключенная территория в округе Алпайн, штат Калифорния. Свой статус территория получила 19 января 1981 года. Высота центра населенного пункта — 1 892 м над уровнем моря.